# 埃斯塔达
埃斯塔达，是西班牙阿拉贡自治区韦斯卡省的一个市镇。总面积16平方公里，总人口192人（2001年），人口密度12人/平方公里。